# Список дипломатичних місій Барбадосу

Карта країн де є дипломатичні місії Барбадосу

Барбадос має найбільш розгалужену мережу своїх дипломатичних представництв за кордоном серед східнокарибських острівних держав. Він має 13 посольств у різних країнах, при цьому керівники даних посольств акредитовані також і у деяких сусідніх державах. Посольства Барбадосу в країнах-членах Британської співдружності, в яке входить також і Барабадос, очолюють «вищі комісари» у ранзі послів.

## Європа
- Бельгія, Брюссель (посольство)
- Велика Британія, Лондон (вищий комісаріат)

## Азія
- Китай, Пекін (посольство)

## Америка
- Канада, Оттава (вищий комісаріат)
  - Торонто (генеральне консульство)
- Куба, Гавана (посольство)
- США, Вашингтон (посольство)
  - Маямі (генеральне консульство)
  - Нью-Йорк (генеральне консульство)
- Бразилія, Бразиліа (посольство)
- Венесуела, Каракас (посольство)

## Міжнародні організації
- Брюссель (місія при ЄС)
- Женева (постійне представництво при установах ООН)
- Нью-Йорк (постійне представництво при ООН)
- Вашингтон (постійне представництво при ОАД)